# Boydell Shakespeare Gallery
Pour les articles homonymes, voir Boydell.

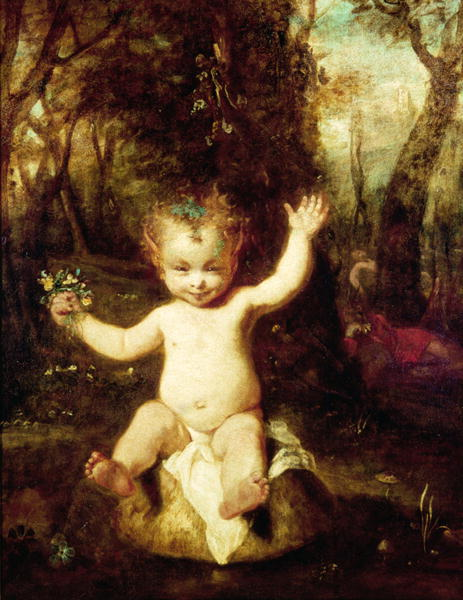
Puck (1789), tableau de Joshua Reynolds exécuté pour le projet.

La Boydell Shakespeare Gallery est une entreprise éditoriale et une galerie d'art fondée en novembre 1786 par le graveur et marchand d'estampes John Boydell qui souhaitait développer une école anglaise de peinture d'histoire. Boydell avait entrepris de produire une édition illustrée des œuvres complètes de William Shakespeare, mais la galerie d’exposition londonienne qui exposait les projets originaux s’avéra le volet le plus populaire de toute l’entreprise.
Après avoir connu une éclipse au XVIIe siècle, le théâtre de Shakespeare était redevenu très populaire dans l'Angleterre du XVIIIe siècle – mais aussi en Europe, sous la plume par exemple de Voltaire –, comme en témoignaient les nombreuses mises en scène de ses pièces et les œuvres d’art qu’elle inspirait. Désireux d’exploiter cet engouement du public, Boydell décida d’imprimer une édition luxueuse du dramaturge élisabéthain illustrée par des artistes britanniques dont elle ferait connaître le talent. George Steevens, connu pour ses compétences dans l'édition des œuvres de Shakespeare, fut le maître d’œuvre de cette publication qui s’étala de 1791 à 1803.
Les journaux se passionnèrent pour la construction du bâtiment de l’architecte George Dance, à Pall Mall, qui allait servir de galerie d’exposition. Boydell engagea des peintres de renom comme Joshua Reynolds. L’in-folio contenant les gravures reste à ce jour le seul témoignage durable de l’entreprise. En effet, les retards provoquèrent des critiques et pour hâter la parution, Boydell confia de nombreuses illustrations à des artistes de moindre talent, ce qui suscita beaucoup de déception. Incapable de faire face à ses créanciers, Boydell finit par se défaire de la galerie en organisant une loterie.

## Contexte

### John Boydell et l'art anglais auXVIIIesiècle

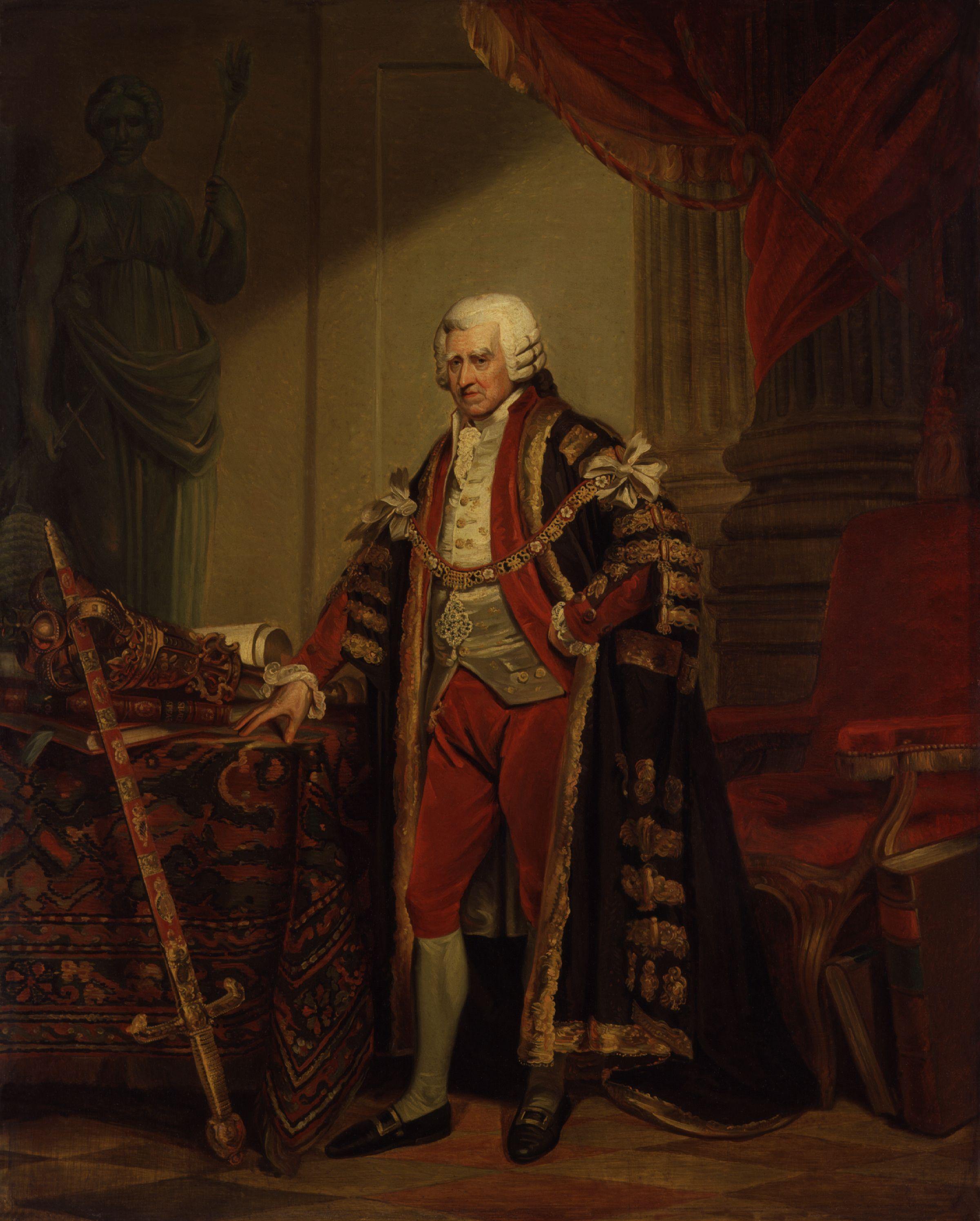
Portrait de John Boydell peint par un anonyme d'après un portrait de William Beechey, réalisé en 1801.

Quand Boydell fait son apprentissage chez William Henry Toms vers 1740, les arts visuels en Angleterre ne sont pas organisés autour d'institutions dédiées : ils dépendent du mécénat individuel, de petites organisations professionnelles, d'ateliers et de guildes. La peinture britannique a peu de statut et la gravure pratiquement aucun, la faute à un retard important dans l'enseignement du dessin sur l'île : les meilleurs pièces du pays sont en fait exécutées en France.
Devenu membre de la Royal Society en 1760, Boydell regrette que les Français dominent toujours le marché de l'art tandis que les Anglais souffrent d'une mauvaise image, et ne s'exportent pas sur le continent. Il cherche ainsi un moyen de redorer l'image des artistes de son pays,,. Alors que le besoin de l'élaboration d'un canon de peinture local et donc de la création de la Royal Academy (1768) se fait sentir, Boydell estime que le meilleur moyen de redorer l'image des artistes de son pays est le développement de la gravure. Il devient finalement responsable de transformer complètement la relation commerciale entre la gravure française et anglaise, et il le fait au moyen d'une série de « mouvements rhétoriques et pratiques qui ont poussé les arts visuels dans le domaine de l'humanisme civique », à travers l'encouragement économique.
Pour inaugurer ce changement, il se doit d'être en mesure de proposer une estampe vraiment spectaculaire, ce qu'il obtient avec The Destruction of the Children of Niobe, de William Woollett d'après un tableau de Richard Wilson. Boydell paye abondamment son graveur et ce seul acte de mécénat augmente les honoraires des graveurs dans tout Londres. L'estampe connaît un succès retentissant, Boydell fait d'importantes entrées d'argent et les Français acceptent enfin comme paiement en nature ce qui constitue la toute première gravure britannique activement souhaitée sur le continent,. C'est ainsi qu'en 1770, les Britanniques exportent beaucoup plus d'estampes qu'ils n'en importent, et ceci est en grande partie dû à John Boydell,,.
Avec une entreprise prospère, dans laquelle il travaille avec son neveu Josiah Boydell, un capital en réserve et fort du nouveau marché ouvert avec Niobe, il se lance dans plusieurs projets ambitieux, souvent simultanément, et est l'un des premiers à expérimenter la technique de l'aquatinte, qui deviendra une spécialité britannique. La productivité et la rentabilité de l'entreprise de Boydell ont stimulé l'industrie britannique de l'imprimerie en général. En 1785, les exportations annuelles d'estampes britanniques atteignent 200 000 £ tandis que les importations chutent à 100 £. Boydell est reconnu et loué dans toute l'Angleterre comme l'agent de ce renversement économique étonnant. En 1773, il reçoit la médaille d'or de la Royal Academy pour ses services dans l'avancement du commerce de l'imprimerie. En 1789, lors du dîner de la Royal Academy, le prince de Galles George IV porte un toast à « un commerçant anglais qui patronne mieux l'art que le Grand Monarque, l'échevin Boydell, le Mécène commercial ».

### William Shakespeare auXVIIIesiècle

#### Résurgence de l'œuvre de Shakespeare

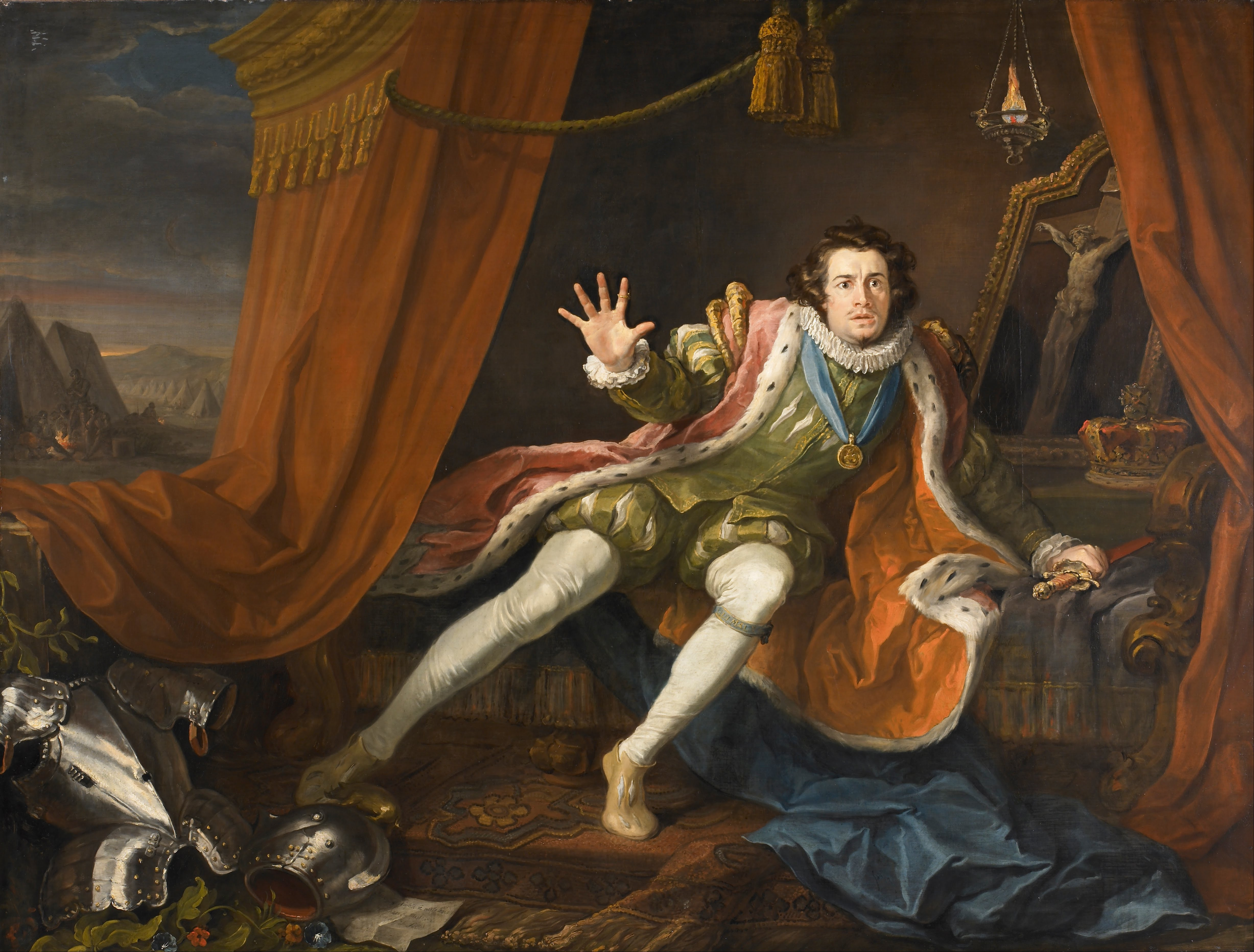
Portrait de David Garrick en tant que Richard III par William Hogarth (1745).

Au XVIIIe siècle, l'image et les œuvres du dramaturge William Shakespeare sont associées à la montée du nationalisme britannique, et Boydell a exploité ce mouvement comme de nombreux autres entrepreneurs,. Shakespeare fait appel non seulement à une élite sociale qui se targue de son goût artistique, mais aussi à la classe moyenne émergente qui voit dans les œuvres de Shakespeare une vision d'une société diversifiée,. La résurgence du théâtre shakespearien au milieu du siècle est probablement le plus important dans l'histoire de l'intérêt du public britannique pour cet auteur. Les pièces de Shakespeare font partie intégrante du renouveau général du théâtre à cette époque, car malgré la recrudescence du théâtre, l'écriture de tragédies n'est pas rentable, et peu de bonnes tragédies sont écrites. Ainsi, les œuvres de Shakespeare comblent le vide du répertoire, et sa réputation grandit en conséquence : à la fin du XVIIIe siècle, une pièce sur six jouée à Londres est de Shakespeare.
L'acteur, directeur de théâtre et producteur David Garrick est une figure clé de la renaissance théâtrale de Shakespeare. Son excellent jeu d'acteur, ses productions inégalées, ses nombreux et importants portraits shakespeariens, et son spectaculaire Jubilé de Shakespeare en 1769 aident grandement à promouvoir Shakespeare comme un produit commercialisable et comme le dramaturge national par excellence. Le théâtre de Drury Lane de Garrick est le centre de la Shakespeare mania qui embrase la nation,.
Les arts visuels jouent également un rôle important dans l'expansion de l'attrait populaire de Shakespeare. En particulier, les conversation pieces, conçues principalement pour être accrochées dans des maisons privées, génèrent un large public pour l'art littéraire, en particulier l'art shakespearien. Cette tradition commence avec le peintre et graveur William Hogarth (dont les gravures ont atteint tous les niveaux de la société) et atteint son apogée lors des expositions de la Royal Academy, qui présentent des peintures, des dessins et des sculptures. Les expositions deviennent des événements publics importants et à la mode : des milliers de personnes se rassemblent pour les voir et les journaux rendent compte en détail des œuvres présentées, ce qui a pour conséquence de familiariser le public avec les œuvres de Shakespeare,,.

#### Éditions des œuvres de Shakespeare

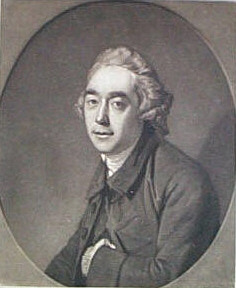
George Steevens, l'un des plus importants spécialistes de l'œuvre de Shakespeare du XVIIIe siècle, et éditeur de l'édition du Boydell Shakespeare.

L'augmentation de la popularité de Shakespeare coïncide avec le changement accéléré de la Grande-Bretagne d'une culture orale à une culture imprimée. Vers la fin du siècle, la base de la haute réputation de Shakespeare change : s'il est à l'origine respecté en tant que dramaturge, une fois le théâtre associé aux masses, Shakespeare change de statut pour devenir un « grand écrivain ». Deux volets de la culture imprimée shakespearienne émergent : les éditions populaires bourgeoises et les éditions critiques savantes,,. Afin de réaliser un profit, les libraires choisissent des auteurs bien connus, comme Alexander Pope et Samuel Johnson, pour réaliser des éditions de Shakespeare. Selon le spécialiste de Shakespeare Gary Taylor, la critique shakespearienne est devenue tellement « associée aux dramatis personae de la littérature anglaise du XVIIIe siècle [... qu'il] ne pouvait pas être extrait sans déraciner un siècle et demi du canon national ».
La première édition de Shakespeare du XVIIIe siècle, qui est également la première édition illustrée d'une pièce de l'auteur, est publiée en 1709 par Jacob Tonson et éditée par Nicholas Rowe. Les pièces sont apparues dans des « livres agréables et lisibles en petit format [qui] étaient supposés [...] avoir été pris pour un usage commun ou de jardin, pour un usage domestique plutôt que de bibliothèque. » Shakespeare devient donc « domestiqué » au XVIIIe siècle, en particulier avec la publication d'éditions familiales comme celles de Bell en 1773 et 1785-1786, qui se présentent comme « plus instructives et intelligibles ; en particulier pour les jeunes femmes et la jeunesse ; les indécences flagrantes étant supprimées. »
Les éditions savantes prolifèrent également. Au début, elles sont éditées par des auteurs-érudits tels que Pope (1725) et Johnson (1765), mais plus tard au cours du siècle, le paradigme change. Des éditeurs tels que George Steevens (1773, 1785) et Edmond Malone (1790) produisent des éditions minutieuses avec de nombreuses notes de bas de page. Les premières éditions plaisaient à la fois à la classe moyenne et à ceux qui sont intéressés par la bourse d'études Shakespeare, mais les éditions ultérieures font presque exclusivement appel à cette dernière.
L'édition de John Boydell, à la fin du siècle, tente de réunir ces deux volets. Il comprend des illustrations mais est édité par George Steevens, l'un des plus grands érudits de Shakespeare de l'époque.

## L'entreprise de la Boydell Shakespeare Gallery

### Le projet

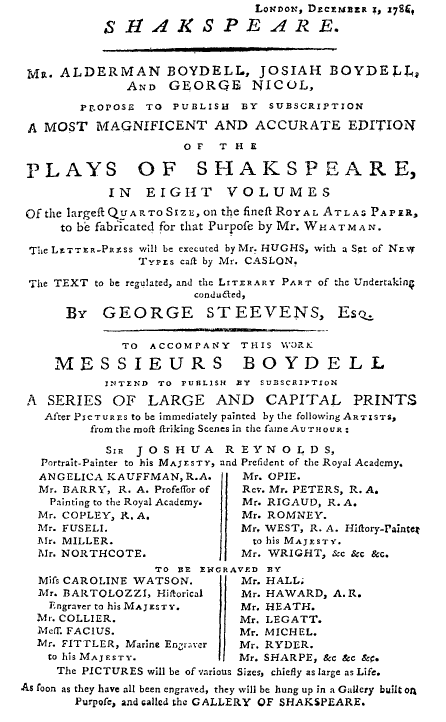
Le prospectus accompagnant la souscription lancée par Boydell.

Le projet de Boydell comporte trois volets : une édition illustrée des œuvres complètes de William Shakespeare, un recueil in-folio de gravures d’après les tableaux commandés à des peintres de renom pour illustrer l’édition et enfin une galerie d’exposition, ouverte au public, dans laquelle seraient présentées ces œuvres originales,.
L’idée d’une nouvelle édition des pièces de Shakespeare était née au cours d’un repas dans la résidence de Josiah Boydell, neveu de John, vers la fin 1786, comme l'attestent plusieurs documents qui ont permis de reconstituer à peu près la liste des invités et la façon dont le projet fut discuté. Les noms des invités donnent une idée des relations que Boydell s’était faites dans le milieu artistique. Il y avait là Benjamin West, peintre officiel de George III ; le célèbre portraitiste George Romney ; le libraire George Nicol ; le poète William Hayley ; l'érudit John Hoole, traducteur du Tasse et de L'Arioste, Daniel Braithwaite, mécène et collectionneur d'art britannique. La plupart des documents mentionnent aussi la présence du peintre Paul Sandby.
Boydell pensait qu’une telle publication pourrait lancer une école de peinture britannique consacrée à la peinture historique. Dans la préface, il explique qu’il voulait « amener cet art à maturité et instaurer une école anglaise de peinture historique,,. » Un des documents qui figurent au dossier et que Josiah avait utilisé pour récupérer l’argent impayé par les clients à la mort de Boydell explique ses motivations :

« [Josiah déclara] qu’il avait voulu laver l’opprobre dont les critiques étrangers chargeaient cette nation, disant qu’elle n’avait aucun génie pour la peinture historique. Il dit qu’il était persuadé en raison de ses propres succès dans la gravure que les artistes anglais n’avaient besoin que de stimulation et d’un sujet d’inspiration convenables pour exceller dans ce genre ; Il se chargeait de trouver la façon de les stimuler si on lui fournissait un sujet digne d’attention ; Monsieur Nicol répondit qu’il existait un sujet national capable de faire l’unanimité et prononça le nom de Shakespeare. La proposition fut reçue avec des acclamations de la part de John Boydell  et des autres convives. »

Aussi noble et désintéressée qu'eût été l’intention proclamée de Boydell de promouvoir la peinture historique en Grande-Bretagne, ce fut la perspective de voir les gravures publiées et leurs œuvres reproduites à de multiples exemplaires qui fédéra les artistes autour du projet.
Les premiers succès de la galerie Shakespeare incitèrent de nombreux artistes à réclamer la paternité du projet. Henry Fuseli affirma que son projet de plafond peint (inspiré de la Chapelle Sixtine) représentant des œuvres de Shakespeare avait donné l'idée à Boydell de la galerie James Northcote prétendit que sa Mort de Wat Tyler et son Meurtre des princes dans la tour avaient été l'élément déclencheur. Selon Winifred Friedman, spécialiste de la galerie Boydell, il est plus probable que Boydell ait été influencé par les conférences publiques données par Joshua Reynolds devant la Royal Academy, défendant la suprématie du genre historique.
La logistique fut un véritable casse-tête. Boydell et Nicol voulaient une édition illustrée en plusieurs volumes, mais ils avaient également l’intention de publier et de vendre séparément les gravures au format in-folio. Il fallut trouver un endroit où exposer les tableaux d’après lesquels seraient exécutées les gravures. Le financement de la publication des volumes se fit grâce à une campagne de souscription : les souscripteurs étaient invités à payer une partie de la somme, et le reste à la réception. Cette pratique, encore rare à l’époque, était nécessaire au vu du coût (350 000 livres sterling) engagé. La galerie d’exposition ouvrit en 1789 avec 34 tableaux ; 33 autres s’y ajoutèrent en 1790 lors de la publication des premières gravures. Le dernier volume de l'édition et l’in-folio contenant les gravures furent publiés en 1803. Entre-temps, Boydell avait décidé qu’il serait plus rentable de publier certaines gravures uniquement dans l'in-folio plutôt que dans le corps du texte, ce qui explique pourquoi les deux séries ne sont pas identiques.
Les journaux publièrent des annonces. Ces textes cherchaient à convaincre les acheteurs potentiels qu’ils pouvaient agir en mécènes des arts et des lettres. Les souscripteurs furent en majorité des bourgeois londoniens aisés. Selon Edmond Malone, éditeur d’une édition rivale, « avant même que le projet soit finalisé et les statuts publiés, près de six cents personnes avaient versé leur souscription et s’étaient engagées à acheter une série de livres et de gravures qui devait leur revenir à chacun au moins à quatre-vingt dix guinées. Or dans cette liste, il n’y avait pas plus d’une vingtaine de noms connus. »

### L'édition des œuvres complètes et l’in-folio de gravures

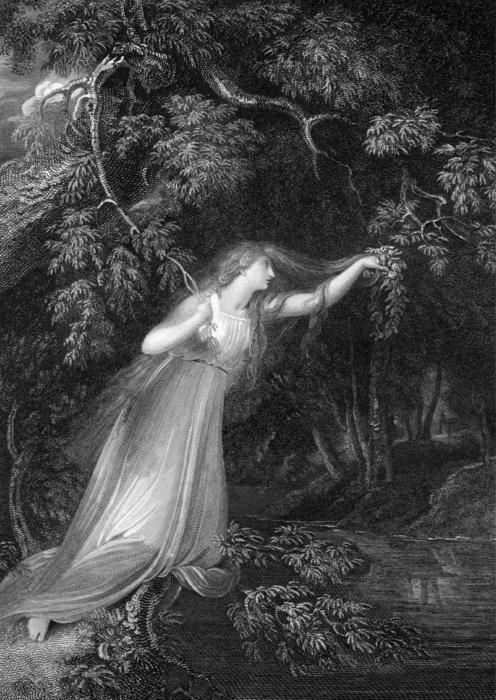
Projet de Richard Westall pour Ophélie gravé par J. Parker.

La « magnifique et exacte » édition de Shakespeare entreprise en 1786 était l’objectif principal de Boydell. Pour lui, la galerie et l’in-folio contenant les gravures n’étaient que des effets mineurs de ce grand projet. Dans l’avertissement qui servit de préface au premier volume, Nicol écrivit : « splendeur et magnificence, jointes à l’exactitude textuelle, étaient les objectifs principaux de cette édition. » Chaque volume avait belle allure avec ses pages dorées sur tranche, vierges de notes de bas de page, une nouveauté par rapport aux éditions savantes qui l’avaient précédées. Les pièces de théâtre étaient précédées d’une page de titre et d’une liste des personnages. Boydell ne regardait pas à la dépense. Il engagea deux typographes professionnels, William Bulmer et William Martin, qui inventèrent une nouvelle police de caractères pour cette édition. Nicol explique dans la préface que les deux hommes « installèrent un atelier d’imprimerie et de fonte pour fabriquer les caractères mobiles ; et même une fabrique pour produire l’encre,,. » Boydell décida également de réaliser l’impression sur du papier Whatman de qualité supérieure. Les illustrations étaient tirées à part et l’acheteur décidait s’il voulait qu’elles soient intégrées ou retirées de son édition. Les premiers tomes des « Œuvres dramatiques » furent publiés en 1791 et les derniers en 1805.

Boydell était chargé de la partie artistique et George Steevens, l’éditeur en chef, était lui responsable de l’exactitude du texte. Selon Evelyn Venner, spécialiste de l'édition Boydell, Steevens était au départ « un ardent défenseur du projet » mais il se rendit rapidement compte qu’en tant qu’éditeur du texte il n'était que la cinquième roue du carrosse « loin derrière les peintres, les imprimeurs et les graveurs. » Il fut également déçu par la qualité des gravures mais garda cette opinion pour lui-même afin de ne pas nuire aux ventes. Steevens, qui avait déjà publié deux éditions complètes de Shakespeare, ne fut pas chargé de réaliser une troisième version du texte ; il se contenta de choisir dans ces deux éditions les versions qui devaient être imprimées. Il en résulta une version hybride que Wenner décrit en ces termes : 

« Les trente six œuvres, imprimées à partir des textes établis par Isaac Reed ou Edmond Malone, forment trois groupes : (1) Cinq pièces sont fondées sur le texte de Reed de 1785 avec de nombreuses corrections fondées sur le texte de Malone de 1790 ; (2) Le Roi Lear et six autres pièces sont fondées sur le texte de Malone de 1790 avec des passages qui s’en écartent de façon notable ; (3) Vingt-quatre pièces sont fondées sur le texte de Malone corrigé à l’aide de l'édition de Steevens de 1793. »

 La nouvelle édition adopta l’orthographe contemporaine du XVIIIe siècle et en cas de divergences entre versions, trancha en faveur de l'in-folio de 1623.
Les artistes sollicités par Boydell jouissaient tous d’une solide réputation, qu’il s’agisse de Richard Westall, Thomas Stothard, George Romney, Henry Fuseli, Benjamin West, Angelica Kauffmann, Robert Smirke, John Opie, Francesco Bartolozzi, Thomas Kirk, James Barry et le neveu et associé de Boydell, Josiah.
L’in-folio et les volumes illustrés représentaient alors « le plus vaste projet cohérent de gravures jamais entrepris en Angleterre. » Comme l’explique le collectionneur et marchand d’estampes Christopher Lennox-Boyd, « s’il n’y avait pas eu un marché pour ce genre de gravures, aucun des tableaux n’aurait été commandé et rares sont les artistes qui se seraient lancés d’eux-mêmes dans des compositions aussi complexes. » Les spécialistes pensent que les artistes eurent recours à toute une variété de procédés en privilégiant la gravure au burin parce qu'elle donnait un trait net, des plaques solides et qu’elle jouissait d’une bonne réputation commerciale. Le pointillé, plus rapide et susceptible de fournir des effets d’ombre et de lumière, s’émoussait plus rapidement et les gravures étaient moins recherchées,. De nombreuses plaques présentent un mélange des deux techniques. Quelques spécialistes ont avancé l’idée que certains graveurs avaient pu avoir recours à la manière noire et l’aquatinte,, thèse réfutée par Lennox-Boyd ; celui-ci affirme qu’un examen minutieux des gravures permet de dire qu’aucun de ces deux procédés n’apparaît, ce qui est logique étant donné qu’ils ne se prêtaient absolument pas à ce genre d’entreprise. La manière noire donnait des plaques qui s’usaient rapidement et l’aquatinte était un procédé trop nouveau à l’époque pour que, selon lui, Boydell ait pu trouver un nombre suffisant de graveurs capables de maîtriser le procédé. La plupart des graveurs engagés par Boydell avaient une formation artistique. Bartolozzi, par exemple, était célèbre pour sa technique du pointillé.

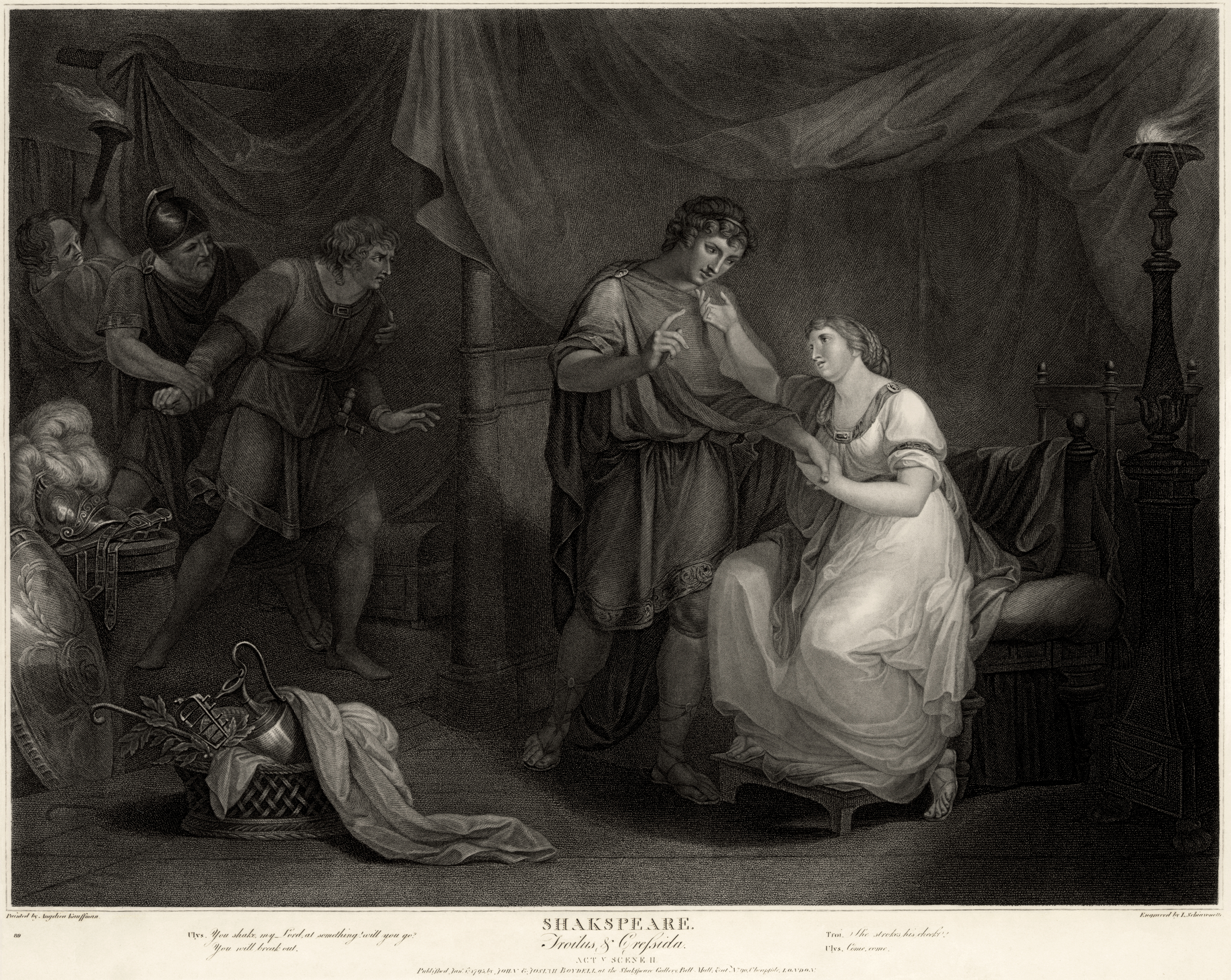
Angelica Kauffmann, scène de Troïlus et Cressida gravée par Luigi Schiavonetti.

Boydell eut en général d’excellentes relations avec ses illustrateurs. James Northcote fit l’éloge de sa générosité dans une lettre datée de 1821 où il écrivit que Boydell avait fait « plus pour le progrès des arts en Angleterre que tous les membres de l’aristocratie réunis. Il m’a payé plus libéralement que personne d’autre avant lui ; et je garderai toujours de lui un souvenir plein de respect. » Boydell donna entre 105 £ et 210 £ aux peintres et entre 262 £ et 315 £ aux graveurs. Joshua Reynolds, qui avait tout d’abord décliné l’offre de Boydell, finit par céder à ses instances. Boydell lui offrit carte blanche et une avance de 500 £, somme tout à fait exceptionnelle pour un artiste qui n’avait pas encore accepté de commande spécifique. Boydell lui paya en tout une somme de 1 500 £.
Il existe 96 illustrations dans les neuf volumes de l'édition illustrée, au moins une par pièce. Environ les deux tiers des œuvres (23 sur 36) furent illustrées par le même artiste. À eux trois, William Hamilton, Richard Westall et Robert Smirke réalisèrent les deux tiers (65) de toutes les illustrations. Ces artistes étaient aussi connus comme illustrateurs, alors que la majorité des autres artistes étaient surtout célèbres pour leurs tableaux. Lennox-Boyd juge que les illustrations des textes possèdent une unité qui est absente de l'in-folio parce que les illustrateurs travaillaient dans un format qui leur était familier, ce qui n'était pas le cas des peintres et des graveurs qui participèrent à l'in-folio et pour qui ce genre de travail était une expérience nouvelle.
L’in-folio, intitulé A Collection of Prints, From Pictures Painted for the Purpose of Illustrating the Dramatic Works of Shakspeare, by the Artists of Great-Britain (Collection de gravures d’après les tableaux exécutés pour illustrer les œuvres dramatiques de Shakespeare par des artistes de Grande-Bretagne) (1805), devait reprendre les illustrations déjà parues dans le corps du texte, mais Boydell changea d’avis au bout de quelques années. Il pensa qu’il vendrait plus de copies de l’in-folio si les illustrations étaient différentes. Sur les 97 gravures d’après des tableaux, les deux-tiers sont de la main de dix artistes sur les 31 qui participèrent au projet. Un autre tiers est de la main de trois artistes. Il y eut en tout 31 peintres qui participèrent au projet.

### Liste des œuvres

#### Sculptures
- Shakespeare attended by Painting and Poetry, de Thomas Banks. Originellement sur la façade du bâtiment de la galerie, elle est désormais dans le jardin de la maison de Shakespeare à Stratford-upon-Avon ;
- Coriolanus, d'Anne Seymour Damer, bas relief ;
- Antony and Cleopatra, d'Anne Seymour Damer.

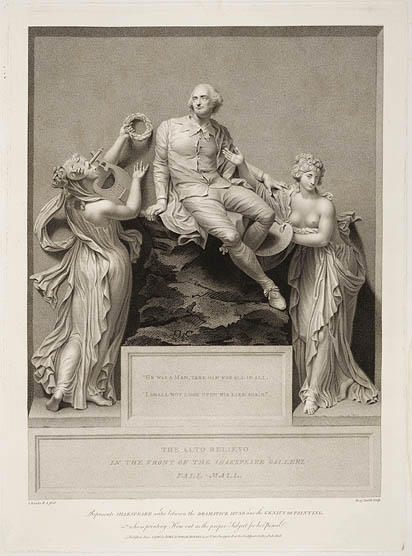
Gravure de Benjamin Smith de la sculpture de Banks.
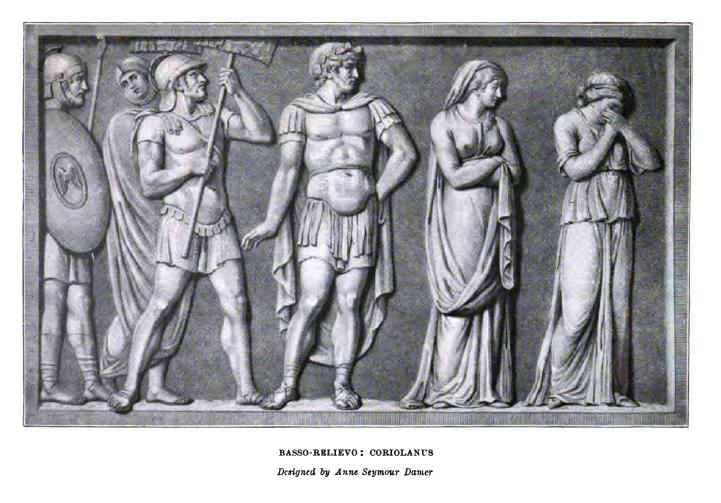
Coriolanus, d'Anne Seymour Damer.
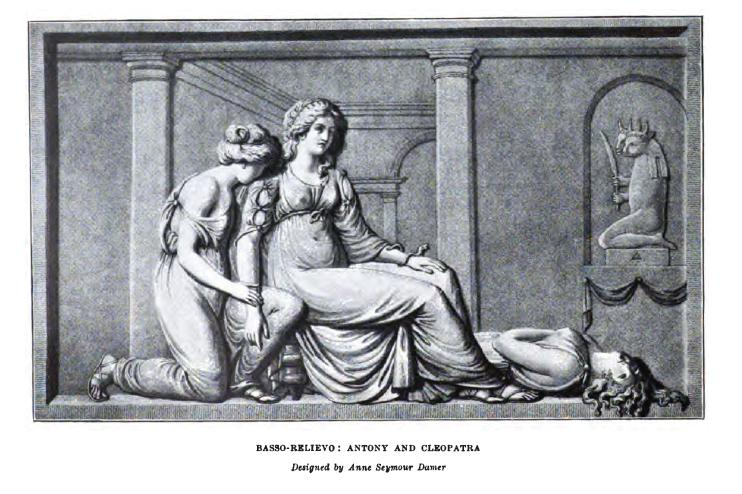
Antony and Cleopatra, d'Anne Seymour Damer.

#### Tableaux
La liste des tableaux provient du catalogue numéroté The exhibition of the Shakspeare gallery, Pall-Mall: being the last time the pictures can ever be seen as an entire collection, The Boydell Shakespeare Gallery de Pape et Burwick et du site What Jane Saw.
1. James Northcote, Richard II, Act 5, scene 2 (Royal Albert Memorial Museum)
2. James Northcote, Richard III, Act 4, scene 3 (collection Richard Herner, National Trust)
3. John Opie, Le Conte d'hiver, Act II, scene 3 (Coll. priv., vendue le 27 novembre 1929 lors de la Northbrook Sale, Straton Park)
4. Robert Smirke, La Mégère apprivoisée, Induction
5. Thomas Kirk, Titus Andronicus, Act IV, scene 1
6. William Hamilton, La Nuit des rois, Act V, scene 1
7. William Hamilton, Peines d'amour perdues, Act IV, scene 1
8. John Opie, Henry VI (première partie), Act II, scene 3
9. William Hamilton, Le Conte d'hiver, Act V, scene 3 (Coll. priv., vendue le 24 juillet 1953 chez Christie's)
10. James Northcote, Le Roi Jean, Act IV, scene 1 (Royal Shakespeare Company)
11. Joshua Reynolds, Macbeth, Act IV, scene 1 (Petworth House)
12. John Hoppner, Cymbeline, Act III, scene 4 (Coll. priv., vendue le 16 novembre 1962 chez Christie's)
13. Joshua Reynolds, Henry VI (deuxième partie), Act III, scene 3 (Petworth House)
14. Henry Fuseli, Le Roi Lear, Act I, scene 1 (Art Gallery of Ontario)
15. William Hamilton, Comme il vous plaira, Act V, scene 4 (Brighton and Hove Museums and Art Galleries)
16. Robert Smirke, Henry VI (première partie), Act II, scene 2
17. James Northcote, Henry VI (troisième partie), Act V, scene 7
18. Robert Smirke, Les Joyeuses Commères de Windsor, Act V, scene 5
19. Thomas Stothard, Henry VIII, Act I, scene 4
20. William Hamilton, Beaucoup de bruit pour rien, Act IV, scene 1 (Coll. priv. vendue le 24 juillet 1953 chez Christie's)
21. Henry Fuseli, Henry VI (deuxième partie), Act V, scene 4
22. Henry Howard, Timon d'Athènes, Act IV, scene 1
23. Thomas Kirk, Titus Andronicus, Act IV, scene 2 (Stratford-upon-Avon)
24. Robert Smirke, Comme il vous plaira, Act IV, scene 3
25. Robert Smirke, Les Joyeuses Commères de Windsor, Act IV, scene 1 (Coll. priv., vendue le 15 avril 1920 lors de la R. Hall McCormick sale à New York)
26. Francis Wheatley, Tout est bien qui finit bien, Act I, scene 3
27. William Hamilton, La Nuit des rois, Act I, scene 5
28. Richard Westall, Cymbeline, Act III, scene 6 (Folger Shakespeare Library)
29. Richard Westall, Cymbeline, Act II, scene 2
30. William Hamilton, La Nuit des rois, Act IV, scene 3 (Folger Shakespeare Library, voir œuvre)
31. William Hamilton, Henry VI (première partie), Act V, scene 4
32. William Hamilton, Henry VI (troisième partie), Act V, scene 5
33. William Hamilton, Henry VI (troisième partie), Act III, scene 2 (Christie's, 31 March 1967,
34. William Hamilton, La Nuit des rois, Act II, scene 3
35. Francis Wheatley, Peines d'amour perdues, Act V, scene 2
36. Francis Wheatley, Tout est bien qui finit bien, Act II, scene 3 (Folger Shakespeare Library, voir œuvre)
37. Richard Westall, Henry VIII, Act V, scene 1
38. Richard Westall, Macbeth, Act III, scene 4
39. Richard Westall, Macbeth, Act V, scene 1
40. Richard Westall, Richard III, Act III, scene 4
41. Josiah Boydell, Othello, Act V, scene 2
42. Robert Smirke, Le Roi Lear, Act IV, scene 7 (Folger Shakespeare Library, voir œuvre)
43. Henry Howard, Timon d'Athènes, Act I, scene 2
44. Robert Ker Porter, Coriolan, Act IV, scene 5
45. Richard Westall, Henry V, Act III, scene 3
46. Richard Westall, Macbeth, Act I, scene 3
47. Robert Ker Porter, Coriolan, Act I, scene 3
48. Richard Westall, Jules César, Act III, scene 1
49. Samuel Woodforde, Titus Andronicus, Act II, scene 3 (Stratford-upon-Avon)
50. Richard Westall, Le Roi Jean, Act III, scene 4
51. Richard Westall, Henry VIII, Act IV, scene 2
52. Richard Westall, Hamlet, Act III, scene 4
53. Robert Smirke, Comme il vous plaira, Act II, scene 6
54. Robert Smirke, Roméo et Juliette, Act II, scene 5 (Coll. priv., vendue le 15 avril 1920 lors de la R. Hall McCormick sale à New York)
55. Robert Smirke, Henry VI (première partie), Act V, scene 4
56. Robert Smirke, Mesure pour mesure, Act II, scene 4 (Folger Shakespeare Library)
57. William Hamilton, Othello, Act IV, scene 2
58. Richard Westall, Hamlet, Act IV, scene 7
59. William Hamilton, Richard II, Act III, scene 2 (Sir John Soane's Museum)
60. William Hamilton, Henry VI (deuxième partie), Act III, scene 2
61. Robert Ker Porter, Le Roi Jean, Act IV, scene 3
62. Richard Westall, Jules César, Act V, scene 5
63. William Hamilton, La Tempête, Act III, scene 1 (Coll. priv., vendue le 4 août 1944 chez Christie's)
64. William Hamilton, Henry VI (deuxième partie), Act II, scene 2
65. William Hamilton, Richard II, Act V, scene 2 (Folger Shakespeare Library, voir œuvre)
66. William Hamilton, Henry VI (première partie), Act II, scene 5
67. William Hamilton, Le Conte d'hiver, Act II, scene 1
68. Richard Westall, Le Marchand de Venise, Act III, scene 2
69. William Hamilton, Le Conte d'hiver, Act II, scene 3
70. Richard Westall, Cymbeline, Act II, scene 4
71. Henry Fuseli, Hamlet, Act I, scene 4
72. Richard Westall, Macbeth, Act I, scene 5
73. Henry Tresham, Antoine et Cléopâtre, 3.9
74. Robert Smirke, Henry IV (première partie), Act II, scene 4 (Bob Jones University)
75. Robert Smirke, Beaucoup de bruit pour rien, Act IV, scene 2 (Royal Shakespeare Company)
76. James Northcote, Henry VI (première partie), Act II, scene 5 (Coll. priv., vendue le 27 novembre 1929 lors de la Northbrook Sale)
77. Francis Wheatley, Le Conte d'hiver, Act IV, scene 3 (Royal Shakespeare Company)
78. James Northcote, Roméo et Juliette, Act V, scene 3 (Folger Shakespeare Library, voir œuvre)
79. Angelica Kauffmann, Troïlus et Cressida, Act V, scene 2 (Petworth House)
80. Robert Smirke, Les Joyeuses Commères de Windsor, Act I, scene 1 (Royal Shakespeare Company; Anne Page only, Folger Shakespeare Library)
81. John Opie, Roméo et Juliette, Act IV, scene 5 (Coll. priv., vendue en 1892 chez Christie's)
82. Robert Smirke, Le Marchand de Venise, Act II, scene 5 (Stratford-upon-Avon)
83. William Miller, Henry VI (troisième partie), Act IV, scene 5
84. Benjamin West, Le Roi Lear, Act III, scene 4 (Museum of Fine Arts, Boston, Rhode Island School of Design)
85. Raphael Lamar West, Comme il vous plaira, Act IV, scene 3
86. Angelica Kauffmann, Les Deux Gentilshommes de Vérone, Act V, scene 3 (Davis Museum and Cultural Center at Wellesley College)
87. Henry Fuseli, La Tempête, Act I, scene 2 (York Museums Trust)
88. Benjamin West, Hamlet, Act IV, scene 5 (Cincinnati Art Museum, voir œuvre)
89. George Romney, Troïlus et Cressida, Act II, scene 2 (Coll. priv. Tankerville Chamberlayne)
90. Richard Westall, Jules César, Act IV, scene 3
91. John Graham, Othello, Act V, scene 2
92. Thomas Kirk, Troïlus et Cressida, Act I, scene 2
93. Henry Tresham, Antoine et Cléopâtre, Act V, scene 2
94. Robert Smirke, Henry IV (première partie), Act II, scene 3
95. Thomas Stothard, Les Deux Gentilshommes de Vérone, Act V, scene 3 (Stratford, Connecticut)
96. Francis Wheatley, La Comédie des erreurs, Act I, scene 1 (Stratford-upon-Avon)
97. Robert Smirke, La Tempête, Act II, scene 2 (Folger Shakespeare Library)
98. Robert Smirke, Le Roi Lear, Act III, scene 4
99. Robert Smirke, Mesure pour mesure, Act IV, scene 2
100. Francis Wheatley, La Comédie des erreurs, Act IV, scene 3
101. John Francis Rigaud, Roméo et Juliette, Act II, scene 4 (Agnew, 1972,
102. Francis Wheatley, Peines d'amour perdues, Act IV, scene 2
103. Robert Smirke, Henry IV (première partie), Act II, scene 1
104. Robert Smirke, Les Joyeuses Commères de Windsor, Act I, scene 4
105. Robert Smirke, Henry IV (deuxième partie), Act V, scene 5 (Folger Shakespeare Library, voir œuvre)
106. Robert Smirke, Les Joyeuses Commères de Windsor, Act V, scene 5
107. Robert Smirke, Henry IV (deuxième partie), Act IV, scene 4
108. Robert Smirke, Le Roi Lear, Act I, scene 1
109. Robert Smirke, Comme il vous plaira, Act II, scene 7
110. William Hamilton, Le Conte d'hiver, Act IV, scene 3
111. William Hamilton, La Tempête, Act I, scene 2
112. Richard Westall, Henry VIII, Act I, scene 2
113. Richard Westall, Le Marchand de Venise, Act III, scene 3 (Folger Shakespeare Library, voir œuvre)
114. George Romney, La Tempête, Act I, scene 1 (Bolton Museum)
115. Josiah Boydell, Henry IV (deuxième partie), Act IV, scene 4
116. Joseph Wright of Derby, Le Conte d'hiver, Act III, scene 3 (Art Gallery of Ontario)
117. Josiah Boydell, Henry IV (deuxième partie), Act IV, scene 4
118. Joseph Wright of Derby, La Tempête, Act IV, scene 1
119. Josiah Boydell, Henry VI (première partie), Act II, scene 4
120. Thomas Kirk, Mesure pour mesure, Act V, scene 1 (Coll. priv., vendue le 11 décembre 1964 chez Christie's)
121. Francis Wheatley, La Tempête, Act V, scene 1
122. James Barry, Le Roi Lear, Act V, scene 3 (Tate Britain, voir œuvre)
123. Henry Fuseli, Le Songe d'une nuit d'été, Act IV, scene 1 (Tate Britain, voir œuvre)
124. Henry Fuseli, Le Songe d'une nuit d'été, Act II, scene 1 (Abbaye de Tous-les-Saints, voir œuvre)
125. Joshua Reynolds, Le Songe d'une nuit d'été, Act II, scene 3 (Coll. priv.)
126. Matthew William Peters, Beaucoup de bruit pour rien, Act III, scene 1 (Carnegie Museum of Art)
127. James Northcote, Richard III, Act III, scene 1
128. Matthew William Peters, Les Joyeuses Commères de Windsor, Act III, scene 3 (Coll. priv., vendue le 3 juillet 1964 chez Christie's)
129. James Northcote, Richard III, Act IV, scene 3 (Petworth House)
130. Henry Fuseli, Henry V, Act II, scene 2 (Royal Shakespeare Company)
131. Richard Westall, Henry IV (première partie), Act III, scene 1 (Coll. priv., vendue le 16 novembre 1962 chez Christie's)
132. Francis Wheatley, La Mégère apprivoisée, Act III, scene 2
133. John Opie, Timon d'Athènes, Act IV, scene 3
134. Henry Fuseli, Le Songe d'une nuit d'été, Act IV, scene 1 (Kunstmuseum Winterthur, voir œuvre)
135. John Francis Rigaud, Henry IV (première partie), Act V, scene 4
136. Richard Westall, Henry VIII, Act IV, scene 2 (Folger Shakespeare Library, voir œuvre)
137. William Hodges, Comme il vous plaira, Act II, scene 1 (Yale Center for British Art, voir œuvre)
138. George Romney, Infant Shakespeare, Folger Shakespeare Library, voir œuvre)
139. William Hodges, Le Marchand de Venise, Act V, scene 1
140. James Durno, Henry IV (deuxième partie), Act III, scene 2 (Coll. priv., vendue le 14 octobre 1953 chez Sotheby's)
141. James Durno, Les Joyeuses Commères de Windsor, Act IV, scene 1 (Sir John Soane's Museum)
142. Mather Brown, Richard II, Act IV, scene 1
143. Thomas Stothard, Othello, Act II, scene 1 (Royal Shakespeare Company)
144. William Miller, Roméo et Juliette, Act I, scene 5
145. Johann Heinrich Ramberg, La Nuit des rois, Act III, scene 4 (Yale Center for British Art, voir œuvre)
146. Josiah Boydell, Henry VI (troisième partie), Act II, scene 5
147. William Hamilton, Cymbeline, Act I, scene 1
148. Julius Caesar Ibbetson, La Mégère apprivoisée, Act IV, scene 1 (Coll. Lord Dudley, exposée à Birmingham en 1934 sous le titre The Elopement par W. Hamilton)
149. Julius Caesar Ibbetson, La Mégère apprivoisée, Act IV, scene 5
150. Josiah Boydell, Othello, Act V, scene 2
151. Francis Wheatley, Beaucoup de bruit pour rien, Act III, scene 3
152. Matthew William Peters, Henry VIII, Act V, scene 4 (Beaverbrook Art Gallery)
153. John Francis Rigaud, La Comédie des erreurs, Act V, scene 1
154. Matthew William Peters, Les Joyeuses Commères de Windsor, Act II, scene 1 (Coll. priv., vendue le 16 mars 1956 chez Christie's)
155. John Downman (en), Comme il vous plaira, Act I, scene 2
156. Francis Wheatley, Tout est bien qui finit bien, Act V, scene 3
157. Henry Fuseli, Macbeth, Act I, scene 3
158. Robert Smirke, Mesure pour mesure, Act II, scene 1 (Royal Shakespeare Company)
159. James Northcote, Henry VI (troisième partie), Act I, scene 3
160. Matthew William Peters, Henry VIII, Act III, scene 1
161. Gavin Hamilton, Coriolan, Act V, scene 3
162. John Opie, Henry VI (deuxième partie), Act I, scene 4
163. Francis Wheatley, Beaucoup de bruit pour rien, Act V, scene 4
164. Henry Tresham, Antoine et Cléopâtre, Act IV, scene 4
165. Josiah Boydell, Othello, Act I, scene 3
166. Francis Wheatley, Le Songe d'une nuit d'été, Act IV, scene 1
167. Edward Edwards, Les Deux Gentilshommes de Vérone, Act II, scene 1

#### Estampes du recueil in-folio
La liste est tirée de Friedman 1976.
Volume I
- Vignette de la page de titre : Coriolanus, de William Satchwell Leney d'après Anne Seymour Damer
- Frontispice : Portrait of George III, de Benjamin Smith d'après William Beechey
- Shakespeare attended by Painting and Poetry, de Benjamin Smith d'après Thomas Banks
- Infant Shakespeare, de Benjamin Smith d'après George Romney
- Tempest, Act I, scene 1, de Benjamin Smith d'après George Romney
- Tempest, Act I, scene 2, de Jean-Pierre Simon d'après Henry Fuseli
- Tempest, Act IV, scene 1, de Robert Thew (en) d'après Joseph Wright of Derby
- Tempest, Act V, scene 1, de Caroline Watson d'après Francis Wheatley
- Two Gentlemen of Verona, Act V, scene 3, de Luigi Schiavonetti d'après Angelica Kauffmann
- Merry Wives of Windsor, Act I, scene 1, de Jean-Pierre Simon d'après Robert Smirke
- Merry Wives of Windsor, Act II, scene 1, de Robert Thew d'après Francis Wheatley
- Merry Wives of Windsor, Act III, scene 3, de Jean-Pierre Simon d'après Matthew William Peters
- Merry Wives of Windsor, Act IV, scene 2, de Thomas Ryder d'après James Durno
- Merry Wives of Windsor, Act V, scene 5, de Isaac Taylor le Jeune (en) d'après Robert Smirke
- Measure for Measure, Act I, scene 1, de Thomas Ryder d'après Robert Smirke
- Measure for Measure, Act V, scene 1, de Jean-Pierre Simon d'après Thomas Kirk
- Comedy of Errors, Act V, scene 1, de Charles Gauthier Playter d'après John Francis Rigaud
- Much Ado About Nothing, Act III, scene 1, de Jean-Pierre Simon d'après Matthew William Peters
- Much Ado About Nothing, Act IV, scene 1, de Jean-Pierre Simon d'après William Hamilton
- Much Ado About Nothing, Act IV, scene 2, de John Ogborne (en) d'après Robert Smirke
- Love's Labour Lost, Act IV, scene 1, de Thomas Ryder d'après William Hamilton
- Midsummer-Night's Dream, Act II, scene 1, de Jean-Pierre Simon d'après Henry Fuseli
- Midsummer-Night's Dream, Act IV, scene 1, de Jean-Pierre Simon d'après Henry Fuseli
- Merchant of Venice, Act II, scene 5, de Jean-Pierre Simon d'après Robert Smirke
- Merchant of Venice, Act V, scene 1, de John Browne d'après William Hodges
- As You Like It, Act I, scene 2, de William Satchwell Leney d'après John Downman (en)
- As You Like It, Act II, scene 1, de Samuel Middiman (en) d'après William Hodges
- As You Like It, Act IV, scene 3, de William Charles Wilson (d) d'après Raphael Lamar West
- As You Like It, Act V, scene 4, de Jean-Pierre Simon d'après William C. Hamilton
- Taming of the Shrew, Introduction, scene 2, de Robert Thew d'après Robert Smirke
- Taming of the Shrew, Act III, scene 2, de Jean-Pierre Simon d'après Francis Wheatley
- All's Well That Ends Well, Act V, scene 3, de Georg Siegmund et Johann Gottlieb Facius d'après Francis Wheatley
- Twelfth Night, Act III, scene 4, de Thomas Ryder d'après Johann Heinrich Ramberg
- Twelfth Night, Act V, scene 1, de Francesco Bartolozzi d'après William Hamilton[70]
- Winter's Tale, Act II, scene 3, de Jean-Pierre Simon d'après John Opie
- Winter's Tale, Act III, scene 3, de Samuel Middiman d'après Joseph Wright of Derby
- Winter's Tale, Act IV, scene 3, de James Fittler d'après Francis Wheatley
- Winter's Tale, Act V, scene 3, de Robert Thew d'après William Hamilton
- Macbeth, Act I, scene 3, de James Caldwell d'après Henry Fuseli
- Macbeth, Act I, scene 5, de James Parker d'après Richard Westall
- Macbeth, Act IV, scene 1, de Robert Thew d'après Joshua Reynolds
- As You Like It, The Seven Ages, Act II, scene 7, de Petro William Tomkins d'après Robert Smirke
- As You Like It, The Seven Ages, Second Age, Act II, scene 7, de John Ogborne d'après Robert Smirke
- As You Like It, The Seven Ages, Third Age, Act II, scene 7, de Robert Thew d'après Robert Smirke
- As You Like It, The Seven Ages, Fourth Age, Act II, scene 7, de John Ogborne d'après Robert Smirke
- As You Like It, The Seven Ages, Fifth Age, Act II, scene 7, de Jean-Pierre Simon d'après Robert Smirke
- As You Like It, The Seven Ages, Sixth Age, Act II, scene 7, de William Satchwell Leney d'après Robert Smirke
- As You Like It, The Seven Ages, Seventh Age, Act II, scene 7, de Jean-Pierre Simon d'après Robert Smirke

Volume II
- Antony and Cleopatra vignette de la page titre d'un bas-relief en terre cuite, de Thomas Hellyer (d) d'après Anne S. Damer
- Portrait of Queen Charlotte, de Thomas Ryder d'après William Beechey
- King John, Act IV, scene 1, de Robert Thew d'après James Northcote
- King Richard II, Act IV, scene 1, de Benjamin Smith d'après Mather Browne
- King Richard II, Act V, scene 2, de Robert Thew d'après James Northcote
- Henry IV, part 1, Act II, scene 2, de Samuel Middiman d'après Robert Smirke et Joseph Farington
- Henry IV, part 1, Act II, scene 4, de Robert Thew d'après Robert Smirke
- Henry IV, part 1, Act III, scene 1, de Jean-Pierre Simon d'après Richard Westall
- Henry IV, part 1, Act V, scene 4, de Thomas Ryder d'après John Francis Rigaud
- Henry IV, part 2, Act II, scene 4, de William Satchwell Leney d'après Henry Fuseli
- Henry IV, part 2, Act III, scene 2, de Thomas Ryder d'après James Durno
- Henry IV, part 2, Act IV, scene 4, de Robert Thew d'après Josiah Boydell – Prince Henry Taking the Crown
- Henry IV, part 2, Act IV, scene 4, de Robert Thew d'après Josiah Boydell – Prince Henry's Apology
- Henry V, Act II, scene 2, de Robert Thew d'après Henry Fuseli
- Henry VI, part 1, Act II, scene 3, de Robert Thew d'après John Opie
- Henry VI, part 1, Act II, scene 4, de John Ogborne d'après Josiah Boydell
- Henry VI, part 1, Act II, scene 5, de Robert Thew d'après James Northcote
- Henry VI, part 2, Act I, scene 4, de Charles Gauthier Playter (d) et Robert Thew d'après John Opie
- Henry VI, part 2, Act III, scene 3, de Caroline Watson d'après Joshua Reynolds
- Henry VI, part 3, Act I, scene 3, de Charles Gauthier Playter et Thomas Ryder d'après James Northcote
- Henry VI, part 3, Act II, scene 5, de John Ogborne d'après Josiah Boydell
- Henry VI, part 3, Act IV, scene 5, de Jean-Baptiste Michel (d) et William Satchwell Leney d'après William Miller
- Henry VI, part 3, Act V, scene 7, de Jean-Baptiste Michel d'après James Northcote
- Richard III, Act III, scene 1, de Robert Thew d'après James Northcote
- Richard III, Act IV, scene 3, de Francis Legat (d) d'après James Northcote – The Young Princes Murdered in the Tower
- Richard III, Act IV, scene 3, de William Skelton d'après James Northcote – Burying of the Royal Children
- Henry VIII, Act I, scene 4, d'Isaac Taylor le Jeune (en) d'après Thomas Stothard
- Henry VIII, Act III, scene 1, de Robert Thew d'après Matthew William Peters
- Henry VIII, Act IV, scene 2, de Robert Thew d'après Richard Westall
- Henry VIII, Act V, scene 4, de Joseph Collyer (en) d'après Matthew William Peters
- Coriolanus, Act V, scene 3, de James Caldwell d'après Gavin Hamilton
- Julius Cæsar, Act IV, scene 3, d'Edward Scriven d'après Richard Westall
- Antony and Cleopatra, Act III, scene 9, de Georg Siegmund et Johann Gottlieb Facius d'après Henry Tresham
- Timon of Athens, Act IV, scene 3, de Robert Thew d'après John Opie
- Titus Andronicus, Act IV, scene 1, de Thomas Kirk d'après un tableau peint par lui-même
- Troilus and Cressida, Act II, scene 2, de Francis Legat d'après George Romney
- Troilus and Cressida, Act V, scene 2, de Luigi Schiavonetti d'après Angelica Kauffmann
- Cymbeline, Act I, scene 2, de Thomas Burke d'après William Hamilton
- Cymbeline, Act III, scene 4, de Robert Thew d'après John Hoppner
- King Lear, Act I, scene 1, de Richard Earlom d'après Henry Fuseli
- King Lear in the Storm from King Lear, Act III, scene 4, de William Sharp d'après Benjamin West
- King Lear, Act V, scene 3, de Francis Legat d'après James Barry
- Romeo and Juliet, Act I, scene 5, de Georg Siegmund et Johann Gottlieb Facius d'après William Miller
- Romeo and Juliet, Act IV, scene 5, de Georg Siegmund et Johann Gottlieb Facius d'après John Opie
- Romeo and Juliet, Act V, scene 3, de Jean-Pierre Simon d'après James Northcote
- Hamlet, Act I, scene 4, de Robert Thew d'après Henry Fuseli
- Hamlet, Act IV, scene 5, de Francis Legat d'après Benjamin West
- Othello, Act II, scene 1, de Thomas Ryder d'après Thomas Stothard
- A Bedchamber, Desdemona in Bed Asleep from Othello, Act V, scene 2, de William Satchwell Leney d'après John Graham
- Cymbeline. Act III, scene 6, de Thomas Gaugain d'après Richard Westall
- Shakespeare Nursed, de Tragedy and Comedy, de Benjamin Smith d'après George Romney
- Desdemona in Bed Asleep from Othello, Act V, scene 2, de William Satchwell Leney d'après Josiah Boydell

#### Contenu de l'édition illustrée
La liste est tirée de Friedman 1976.
Volume I

La Tempête
- Act I, scene 2 de James Parker d'après William Hamilton
- Act II, scene 2 de William Charles Wilson d'après Robert Smirke
- Ferdinand and Miranda (Act III, scene 1) de Anker Smith (en) d'après William Hamilton

Les Deux Gentilshommes de Vérone
- Act V, scene 3 de John Ogborne (en) d'après Thomas Stothard

Les Joyeuses Commères de Windsor
- Mrs. Page with a Letter (Act II, scene 1) de Joseph Saunders d'après Matthew William Peters
- Act I, scene 1 de Moses Haughton d'après Robert Smirke
- Act I, scene 4 d'Anker Smith d'après Robert Smirke
- Act IV, scene 1 de Thomas Holloway d'après Robert Smirke
- Act V, scene 5 de William Sharpe d'après Robert Smirke

Mesure pour mesure
- Act II, scene 4 de William Charles Wilson d'après Robert Smirke
- Act IV, scene 3 de William Charles Wilson d'après Robert Smirke

Volume II

La Comédie des erreurs
- Act I, scene 1 de James Neagle (en) d'après Francis Wheatley
- Act IV, scene 4 de James Stow (en) d'après Francis Wheatley

Beaucoup de bruit pour rien
- Hero, Ursula, and Beatrice (Act III, scene 1) de James Heath d'après Matthew William Peters
- Borachio, Conrade and Watchmen (Act III, scene 3) de George Noble (en) d'après Francis Wheatley
- Act IV, scene 1 de Thomas Milton (en) et Testaloni d'après William Hamilton
- Examination (Act IV, scene 2) de James Heath d'après Robert Smirke
- Act V, scene 4 de James Fittler (en) d'après Francis Wheatley

Peines d'amour perdues
- Act IV, scene 2 de James Neagle d'après Francis Wheatley
- Act V, scene 2 de William Skelton (en) d'après Francis Wheatley

Le Songe d'une nuit d'été
- Puck (Act II, scene 1) de James Parker d'après Henry Fuseli
- Puck (Act II, scene 2) de Luigi Schiavonetti d'après Joshua Reynolds

Volume III

Le Marchand de Venise
- Act III, scene 2 de George Noble d'après Richard Westall
- Act III, scene 3 de James Parker d'après Richard Westall

Comme il vous plaira
- Jacques and the Wounded Stag (Act II, scene 1) de Samuel Middiman d'après William Hodges
- Act II, scene 6 de George Noble d'après Robert Smirke
- Act IV, scene 3 de WIlliam Charles Wilson d'après Robert Smirke
- Act V, scene 4 de Luigi Schiavonetti d'après William Hamilton

La Mégère apprivoisée
- Act IV, scene 1 d'Anker Smith d'après Julius Caesar Ibbetson
- Act IV, scene 5 d'Isaac Taylor le Jeune (en) d'après Julius Caesar Ibbetson

Tout est bien qui finit bien
- Act I, scene 3 de Francis Legat d'après Francis Wheatley
- Act II, scene 3 de Luigi Schiavonetti d'après Francis Wheatley

Volume IV

La Nuit des rois
- Olivia, Viola and Maria (Act I, scene 5) de James Caldwell d'après William Hamilton
- Sir Toby, Sir Andrew and Maria (Act II, scene 3) de James Fittler d'après William Hamilton
- Act IV, scene 3 de William Angus d'après William Hamilton

Le Conte d'hiver
- Leontes and Hermione (Act II, scene 1) de James Fittler d'après William Hamilton
- Paulina, Child, Leontes, and Antigonus (Act II, scene 3) de Francesco Bartolozzi d'après William Hamilton
- The Shepherd's Cot (Act IV, scene 3) de Joseph Collyer d'après William Hamilton

Macbeth
- Act I, scene 3 de James Stow d'après Richard Westall
- Act III, scene 4 de James Parker d'après Richard Westall
- Act V, scene 1 de William Charles Wilson d'après Richard Westall

Le Roi Jean
- Act IV, scene 3 d'Isaac Taylor d'après Robert Ker Porter
- Act III, scene 4 d'Anker Smith d'après Richard Westall

Volume V

Richard II
- Act III, scene 2 de James Parker d'après William Hamilton
- Act V, scene 2 de James Stow d'après William Hamilton

Henri IV (première partie)
- Act II, scene 1 de James Fittler d'après Robert Smirke
- Act II, scene 3 de James Neagle d'après Robert Smirke
- Act V, scene 4 de James Neagle d'après Robert Smirke

Henri IV (deuxième partie)
- Act IV, scene 4 de William Charles Wilson d'après Robert Smirke
- Act V, scene 5 de Joseph Collyer d'après Robert Smirke

Henry V
- Act III, scene 3 de James Stow d'après Richard Westall

Volume VI

Henri VI (première partie)
- Act II, scene 4 de John Ogborne d'après Josiah Boydell
- Act II, scene 5 d'Isaac Taylor d'après William Hamilton
- Death of Mortimer (Act II, scene 5) d'Andrew Gray d'après James Northcote
- Joan of Arc and the Furies (Act V, scene 4) d'Anker Smith d'après William Hamilton

Henri VI (deuxième partie)
- Act II, scene 2 d'Anker Smith d'après William Hamilton
- Act III, scene 2 d'Isaac Taylor d'après William Hamilton
- Death of Cardinal Beaufort (Act III, scene 3) d'Andrew Gray d'après Joshua Reynolds

Henri VI (troisième partie)
- Act III, scene 2 de Thomas Holloway d'après William Hamilton
- Act V, scene 5 de Thomas Holloway d'après William Hamilton

Richard III
- Meeting of the Young Princes (Act III, scene 1) de J. Barlow d'après James Northcote
- Act III, scene 4 d'Anker Smith d'après Richard Westall
- The Young Princes Murdered in the Tower (Act IV, scene 3) de James Heath d'après James Northcote

Volume VII

Henry VIII
- Act I, scene 4 d'Isaac Taylor d'après Thomas Stothard
- Wolsey Disgraced (Act III, scene 2) de William Charles Wilson d'après Richard Westall
- Act IV, scene 2 de James Parker d'après Richard Westall
- Act V, scene 1 de William Satchwell Leney d'après Richard Westall

Coriolan
- Act I, scene 3 de James Stow d'après Robert Ker Porter
- Act IV, scene 5 de James Parker d'après Robert Ker Porter

Jules César
- Act III, scene 1 de James Parker d'après Richard Westall
- Act V, scene 5 de George Noble d'après Richard Westall

Antoine et Cléopâtre
- Act IV, scene 4 de Charles Turner Warren and George Noble d'après Henry Tresham
- Death of Cleopatra (Act V, scene 2) de George Noble d'après Henry Tresham

Volume VIII

Timon d'Athènes
- Act I, scene 2 de Richard Rhodes d'après Henry Howard
- Act IV, scene 1 d'Isaac Taylor d'après Henry Howard

Titus Andronicus
- Act II, scene 3 d'Anker Smith d'après Samuel Woodforde
- Act IV, scene 1 de Burnet Reading d'après Thomas Kirk
- Act IV, scene 2 de Jacob Hogg d'après Thomas Kirk

Troïlus et Cressida
- Act I, scene 2 de Charles Turner Warren d'après Thomas Kirk
- Act V, scene 3 de James Fittler d'après Thomas Kirk

Cymbeline
- Act II, scene 2 de James Stow d'après Richard Westall
- Act II, scene 4 de William Charles Wilson d'après Richard Westall
- Act III, scene 6 de James Parker d'après Richard Westall

Volume IX

Le Roi Lear
- Act I, scene 1 de William Sharpe d'après Robert Smirke
- Act III, scene 4 de Luigi Schiavonetti d'après Robert Smirke
- Act IV, scene 7 d'Anker Smith d'après Robert Smirke

Roméo et Juliette
- Act I, scene 5 d'Anker Smith d'après William Miller
- Act II, scene 5 de James Parker d'après Robert Smirke
- Act III, scene 5 de James Stow d'après John Francis Rigaud
- Capulet Finds Juliet Dead (Act IV, scene 5) de Jean-Pierre Simon et William Blake d'après John Opie
- Act V, scene 3 de James Heath d'après James Northcote

Hamlet
- Act III, scene 4 de William Charles Wilson d'après Richard Westall
- Act IV, scene 7 de James Parker d'après Richard Westall

Othello
- Act IV, scene 2 d'Andrew Michel d'après Robert Ker Porter
- Desdemona Asleep (Act V, scene 2) d'Andrew Michel d'après Josiah Boydell

Comme il vous plaira
- Act II, scene 7 de Robert Thew (no. 99), Peltro William Tomkins (no. 97), Jean-Pierre Simon (no. 101, 103), John Ogborne (no. 98, 100), et William Satchwell Leney (no. 102) d'après Robert Smirke

### Le bâtiment de la galerie

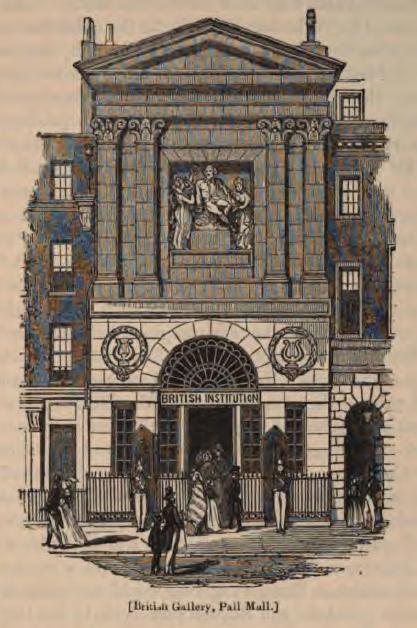
Façade de l'ancienne Shakespeare Gallery, de George Dance le Jeune, ici reprise par la British Institution depuis 1806. Gravure de 1851 de Mason Jackson d'après un dessin d'.

En juin 1788, Boydell et son neveu obtiennent le bail pour un emplacement du 52 Pall Mall pour construire la galerie et engagent George Dance le Jeune, alors greffier des travaux de la ville, en tant qu'architecte du projet. Pall Mall est à cette époque un mélange de résidences coûteuses et de locaux commerciaux, tels que des librairies et des clubs de gentleman, populaires auprès de la société londonienne à la mode. La zone contient également quelques établissements moins raffinés : la King's Place (aujourd'hui Pall Mall Place), une ruelle qui passe derrière la galerie de Boydell, est le lieu du bordel haut de gamme de Charlotte Hayes. De l'autre côté de King's Place, immédiatement à l'est du bâtiment de Boydell, le 51 Pall Mall avait été acheté le 26 février 1787 par George Nicol, libraire et futur époux de la sœur aînée de Josiah, Mary Boydell. Comme indication du caractère changeant de la région, cette propriété avait été la maison du club de gentlemen de Goostree de 1773 à 1787. Initialement un établissement de jeu pour les jeunes hommes riches, il était devenu plus tard un club politique réformiste qui comptait William Pitt et William Wilberforce en tant que membres.

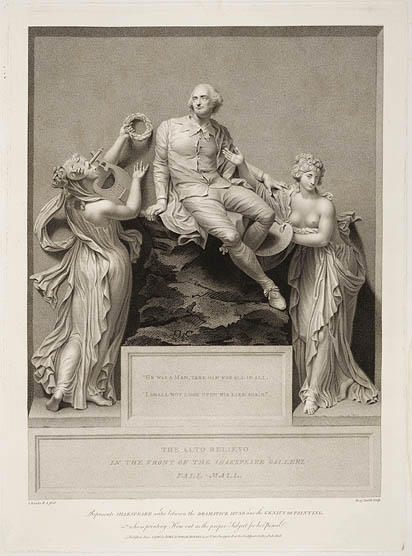
Gravure de Benjamin Smith d'environ 1789 représentant la sculpture de Thomas Banks, Shakespeare attended by Painting and Poetry.

Le bâtiment de la galerie Shakespeare de Dance possède une façade en pierre néo-classique monumentale et une grande salle d'exposition au rez-de-chaussée. Trois salles d'exposition communicantes occupent l'étage supérieur, avec un total de plus de 370 m2 d'espace mural pour afficher des tableaux. La façade à deux étages n'est pas spécialement grande pour la rue, mais son classicisme solide a un effet imposant. Certains rapports décrivent l'extérieur comme « gainé de cuivre ».
L'étage inférieur de la façade est dominé par une grande porte à arc arrondi au centre. L'arche non moulée repose sur de larges piliers, chacun brisé par une fenêtre étroite, au-dessus desquels est posée une simple corniche. Dance place une imposte à travers la porte au niveau de la corniche portant l'inscription « Shakespeare Gallery ». Au-dessous de l'imposte se trouvent les portes d'entrée principales, avec des panneaux vitrés et des lucarnes et fenêtres latérales assorties. Un vasistas radial remplit la lunette sous l'imposte. Dans chacun des écoinçons à gauche et à droite de l'arc, Dance a placé une sculpture de lyre à l'intérieur d'une couronne rubanée. Par-dessus tout cela, une assise sépare les deux étages.
La façade supérieure contient des pilastres appariés de chaque côté, un épais entablement et un fronton triangulaire. L'architecte John Soane a critiqué la combinaison de pilastres minces et d'un entablement lourd de Dance, la qualifiant d'« absurdité étrange et extravagante ». Les chapiteaux surmontant les pilastres arborent des volutes en forme de fossiles d'ammonite. Dance a inventé cette disposition néo-classique, qui est devenu connue sous le nom d'« ordre ammonite (en) », spécialement pour cette galerie. Dans un renfoncement entre les pilastres, Dance a placé la sculpture de Thomas Banks, Shakespeare attended by Painting and Poetry (« Shakespeare assisté de Peinture et Poésie »), pour laquelle l'artiste a été payé 500 guinées. La sculpture représente Shakespeare, allongé contre un rocher, entre la muse dramatique et le génie de la peinture. En dessous, un piédestal lambrissé sur lequel est inscrit une citation de Hamlet : « C’était un homme auquel, tout bien considéré, — je ne retrouverai pas de pareil, ».

## Accueil
Lors de son ouverture le 4 mai 1789, la Shakespeare Gallery compte 34 tableaux ; à la fin, elle en expose entre 167 et 170',. Selon Frederick Burwick, au cours de ses seize années de fonctionnement, la Galerie a reflété la transition du néo-classicisme au romantisme. Les œuvres d'artistes tels que James Northcote représentent les éléments conservateurs et néoclassiques de la galerie, tandis que ceux de Henry Fuseli représentent davantage le mouvement romantique nouvellement émergeant. Le grand critique littéraire William Hazlitt a fait l'éloge de Northcote dans un essai intitulé On the Old Age of Artists (« Sur la vieillesse des artistes »), écrivant « Je conçois que toute personne serait plus frappée par M. Fuseli à première vue, mais souhaiterait rendre visite à M. Northcote plus souvent. »
La galerie elle-même a été un succès à la mode auprès du public. Les journaux ont publié des mises à jour de la construction de la galerie, jusqu'aux dessins de la façade proposée,. Le Daily Advertiser a présenté une chronique hebdomadaire sur la galerie de mai à août (saison d'exposition). Les artistes qui avaient une influence sur la presse, et Boydell lui-même, ont publié des articles anonymes pour accroître l'intérêt pour la galerie, dont ils espéraient augmenter les ventes de l'édition,.
Au début de l'entreprise, les réactions ont été généralement positives. Le Public Advertiser a écrit le 6 mai 1789 : « les images en général donnent un miroir du poète [... La Galerie Shakespeare] forme probablement une belle époque dans l'Histoire des Beaux-Arts, comme le confirmera la supériorité de l'école anglaise. » Le Times publie un jour plus tard : 

« Cet établissement peut être considéré avec, à la grande vérité, comme la première pierre d'une École anglaise de peinture ; et il est particulièrement honorable pour un grand pays commercial, qu'il soit redevable d'une circonstance aussi distinguée à un caractère commercial — une telle institution — de placer, dans le Calendrier des Arts, le nom de Boydell au même rang que les Médicis en Italie. »

Fuseli lui-même a peut-être écrit la critique dans l'Analytical Review, qui louait le plan général de la galerie tout en hésitant : « une telle variété de sujets, peut-on supposer, doit présenter une variété de pouvoirs ; tout ne peut être le meilleur ; alors que certains doivent planer, d'autres doivent parcourir la prairie et d'autres se contenter de marcher dignement. »
Selon Frederick Burwick, les critiques en Allemagne « ont répondu à la Galerie Shakespeare avec une attention beaucoup plus approfondie et méticuleuse que les critiques en Angleterre ».

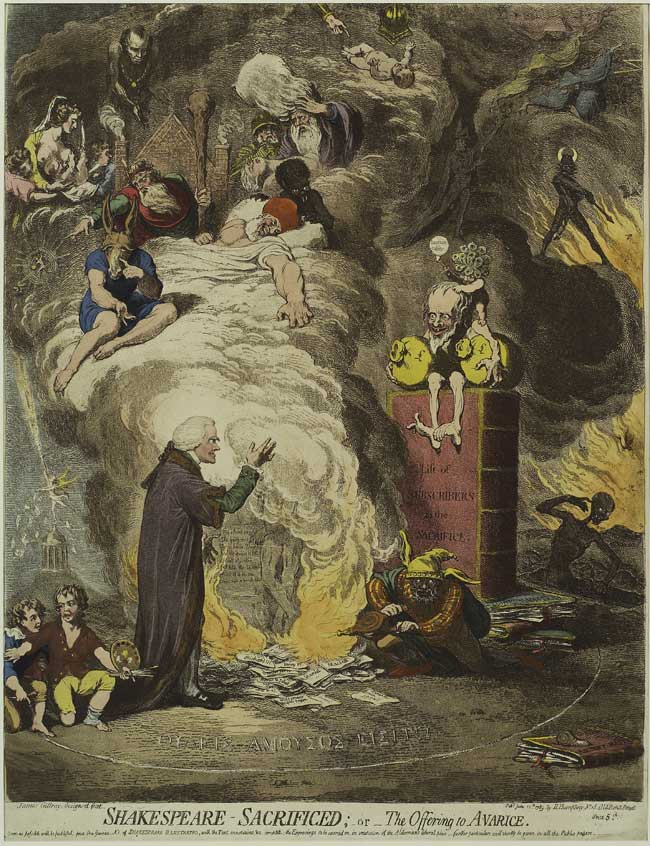
La caricature de James Gillray qui fait la satire de l'entreprise de Boydell. La légende dit : Shakespeare Sacrificed: Or the Offering to Avarice.

Les critiques négatives ont cependant augmenté au fur et à mesure que le projet avançait : le premier volume n'est apparu qu'en 1791. Le graveur satirique James Gillray, qui semble avoir été irrité de ne pas avoir été mandaté pour graver l'une des scènes de Shakespeare et qui, pour se venger, a publié Shakespeare Sacrificed: Or the Offering to Avarice (« Shakespeare sacrifié, ou l'offrande à l'avarice ») six semaines seulement après l'ouverture de la galerie,. Gillray a continué avec d'autres vignettes satiriques telles que Boydell sacrificing the Works of Shakespeare to the Devil of Money-Bags (« Boydell sacrifiant les œuvres de Shakespeare au Diable des sacs d'argent »),. L'essayiste et futur co-auteur du livre pour enfants Tales from Shakespeare (1807), Charles Lamb a critiqué l'entreprise dès le départ :

« Quelle blessure la Galerie Shakespeare de Boydell ne m'a-t-elle pas fait avec Shakespeare. Pour avoir le Shakespeare d'Opie, le Shakespeare de Northcote, le Shakespeare de Fuseli à tête légère, le Shakespeare de West à tête en bois, le Shakespeare de Reynolds à tête sourde, au lieu de mon Shakespeare ou de celui de tout le monde. Pour être attaché à un visage authentique de Juliette ! Pour avoir le portrait d'Imogen ! Limiter l'illimité !. »

Northcote, tout en appréciant les largesses de Boydell, a également critiqué les résultats du projet : « À l'exception de quelques photos de Joshua [Reynolds] et [John] Opie, et — j'espère pouvoir ajouter — moi-même, c'était une telle collection d'une imbécillité glissante qu'il était horrible à regarder et qui s'est avérée, comme je m'y attendais, ruiner les affaires du pauvre Boydell ».

## Échec commercial
En 1796, les abonnements à l'édition avaient chuté des deux tiers. Le peintre et diariste Joseph Farington consigne que c'est le résultat des pauvres gravures :

« West a déclaré qu'il avait regardé les estampes de Shakespeare et était désolé de les voir de si mauvaise qualité. Il a dit qu'à l'exception de celle de His Lear de Sharpe, de celle des Children in the Tower de Northcote et de quelques petits formats, il y en avait peu qui pouvaient être approuvés. Un tel mélange de points et de gravure, et une telle déficience générale en matière de dessin dont il a observé que les graveurs semblaient en savoir peu, que les volumes présentaient une masse d'œuvres dont il ne s'étonnait pas que de nombreux abonnés aient refusé de continuer leur abonnement. »

Le mélange des styles de gravure a été critiqué ; la gravure au trait était considérée comme la forme supérieure et les artistes et les abonnés n'aimaient pas le mélange de formes moindres avec elle,. De plus, les graveurs de Boydell ont pris du retard, retardant l'ensemble du projet. Il a été forcé d'engager des artistes moins importants, tels que William Hamilton et Robert Smirke, à un prix inférieur pour terminer les volumes alors que son entreprise commençait à échouer,. Les historiens de l'art moderne ont généralement convenu que la qualité des gravures, en particulier dans le folio, était médiocre. De plus, l'utilisation de tant d'artistes et de graveurs différents a conduit à un manque de cohésion stylistique,.
Bien que les Boydell ont terminé avec 1 384 abonnements, le taux d'abonnés a chuté et ceux qui restaient étaient également de plus en plus suspicieux. Comme beaucoup d'entreprises à l'époque, la firme Boydell tenait peu de registres. Seuls les clients savaient ce qu'ils avaient acheté. Cela a causé de nombreuses difficultés aux débiteurs qui ont affirmé qu'ils n'avaient jamais souscrit ou avaient souscrit moins. De nombreux abonnés ont également fait défaut, et Josiah Boydell a passé des années après la mort de John à tenter de les forcer à payer.
Les Boydell ont concentré toute leur attention sur l'édition du Shakespeare et d'autres grands projets, tels que The History of the River Thames et The Complete Works of John Milton, plutôt que sur des entreprises moins importantes et plus rentables. Lorsque le projet Shakespeare et le livre de la Tamise ont échoué, l'entreprise n'avait plus de capital sur lequel s'appuyer. À partir de 1789, avec le début de la Révolution française, les activités d'exportation de John Boydell vers l'Europe sont interrompues. À la fin des années 1790 et au début du XIXe siècle, les deux tiers de son entreprise, qui dépendaient du commerce d'exportation, éprouvaient de graves difficultés financières,.
En 1804, John Boydell a décidé de faire appel au Parlement pour un projet de loi privé autorisant une loterie à disposer de tout dans son entreprise. Le projet de loi a reçu la sanction royale le 23 mars et, en novembre, les Boydell étaient prêts à vendre des billets,. John Boydell meurt avant le tirage au sort qui a lieu le 28 janvier 1805, mais vit assez longtemps pour voir chacun des 22 000 billets achetés à trois guinées chacun (280 £ chacun en termes modernes). Pour encourager la vente de billets et réduire les stocks invendus, chaque acheteur avait la garantie de recevoir une estampe d'une valeur d'une guinée du stock de la société Boydell. Il y avait 64 billets gagnants pour des prix importants, le plus élevé étant la galerie elle-même et sa collection de peintures. C'est le graveur de pierres précieuses et modeleur de camée William Tassie qui remporte les remporte. Josiah a proposé de racheter la galerie et ses peintures à Tassie pour 10 000 £ (d'une valeur d'environ 820 000 £ aujourd'hui), mais Tassie a refusé et a vendu les peintures aux enchères chez Christie's,. La collection de peinture et les deux reliefs d'Anne Damer ont rapporté un total de 6 181 £, 18. 6d. La sculpture de la façade de Banks était initialement destinée à être conservée comme monument pour la tombe de Boydell. Au lieu de cela, elle est d'abord restée sur la façade du bâtiment sous sa nouvelle forme en tant que British Institution, jusqu'à ce que le bâtiment soit démoli en 1868-1869. La sculpture de Banks a ensuite été déplacée à Stratford-upon-Avon et ré-érigée à New Place Garden entre juin et novembre 1870. La loterie a sauvé Josiah de la faillite et lui a valu 45 000 £, lui permettant de reprendre les affaires en tant qu'imprimeur, après avoir poursuivi un temps celles de son oncle, au 90 Cheapside. En novembre 1818, celles-ci sont cependant liquidées par Jane Boydell et les actifs achetés par Hurst, Robinson et Co., qui poursuivent l'affaire à la même adresse.

## Postérité
Dès le départ, le projet de Boydell a inspiré les imitateurs. En avril 1788, après l'annonce de la Shakespeare Gallery, mais un an avant son ouverture, Thomas Macklin ouvre une Poet's Gallery (« Galerie des poètes ») dans l'ancien bâtiment de la Royal Academy, du côté sud du Pall Mall. La première exposition présente une œuvre de chacun des 19 artistes, dont Fuseli, Reynolds et Thomas Gainsborough. La galerie y ajoute de nouvelles peintures de sujets de poésie chaque année et, à partir de 1790, les complète par des scènes de la Bible. La Galerie des poètes ferme ses portes en 1797 et son contenu est offert par loterie. Cela n'a pas dissuadé Henry Fuseli d'ouvrir une Milton Gallery dans le même bâtiment en 1799. Une autre de ces entreprises a été la galerie historique ouverte par Robert Bowyer à la Schomberg House du 87 Pall Mall vers 1793. La galerie a accumulé 60 peintures (dont beaucoup par les mêmes artistes qui ont travaillé pour Boydell) commandées pour illustrer une nouvelle édition de The History of Great Britain de David Hume. En fin de compte, Bowyer a dû demander l'approbation du Parlement pour une vente par loterie en 1805, et les autres entreprises, comme Boydell, ont également abouti à un échec financier,.
Le bâtiment de Pall Mall a été acheté en 1805 par la British Institution, un club privé de connaisseurs fondé cette année-là pour organiser des expositions. Il a été une partie importante de la scène artistique londonienne jusqu'à sa dissolution en 1867, organisant généralement une exposition printanière de nouvelles œuvres à vendre du début février à la première semaine de mai, et une exposition de prêts de Vieux Maître, qui ne sont généralement pas à la vente, de la première semaine de juin à fin août.
Les peintures et gravures qui faisaient partie de la galerie Boydell ont affecté la façon dont les pièces de Shakespeare étaient mises en scène, jouées et illustrées au XIXe siècle. Elles sont également devenues l'objet de critiques dans des œuvres importantes telles que les Lectures on Shakespeare (« Conférences sur Shakespeare ») du poète et essayiste romantique Samuel Taylor Coleridge et la critique dramatique de William Hazlitt. Malgré les critiques de Charles Lamb sur les productions de la Galerie, le livre pour enfants de Charles et Mary Lamb, Tales from Shakespeare (« Contes de Shakespeare », 1807), a été illustré à partir de planches du projet.
L'héritage le plus durable de l'entreprise Boydell est le folio. Il a été réédité tout au long du XIXe siècle, et en 1867, « à l'aide de la photographie, toute la série, à l'exception des portraits de Leurs Majestés George III et de la Reine Charlotte, est maintenant présentée sous une forme pratique, adaptée aux bibliothèques ordinaires ou aux salles de dessin, et est offerte comme un mémorial approprié de la célébration du tricentenaire de la naissance du poète ».
Les érudits ont décrit le folio de Boydell comme un précurseur du livre du beau-livre moderne.